# Fairmont (Minnesota)
Fairmont è un comune degli Stati Uniti d'America, situato in Minnesota, nella contea di Martin, della quale è anche il capoluogo.